# ZFC Meuselwitz
ZFC Meuselwitz is een Duitse voetbalclub uit Meuselwitz.
De club werd in 1919 opgericht als Aktivist Zipsendorf. Na de Tweede Wereldoorlog speelde de club in de lagere regionen van het DDR-voetbal. In 1976 werd de plaats Zipsendorf samengevoegd bij Meuselwitz en de club ging heten. Na een korte fusie tot SV Bergbau in 1991 ging de club al snel weer zelfstandig verder en kreeg in 1994 haar huidige naam. Halverwege de jaren 90 begon de club aan een opmars en werd vier keer kampioen. In 2009 werd de club kampioen in de Oberliga NOFV-Süd en promoveerde naar de Regionalliga Nord.

## Namen
- 1919: Aktivist Zipsendorf
- 1945: BSG Aktivist Zipsendorf
- 1976: BSG Aktivist Meuselwitz
- 1991: SV Bergbau
- 1992 of 1993: FV Zipsendorf
- 1994: ZFV Meuselwitz

## Erelijst
- NOFV-Oberliga Süd (V): 2009
- Landesliga Thüringen (V): 2004
- Landesklasse Ost (V): 1997
- Kreisliga Altenburg (VI): 1994
- Bezirksliga Gera (VI): 1996
- Bezirksklasse Gera (VII): 1995

VSG Altglienicke ·
SV Babelsberg 03 ·
Hertha BSC II ·
BFC Dynamo ·
FC Viktoria 1889 Berlin ·
Chemnitzer FC ·
FC Eilenburg ·
FC Rot-Weiß Erfurt ·
Greifswalder FC ·
Hallescher FC ·
FC Carl Zeiss Jena ·
BSG Chemie Leipzig ·
Lokomotive Leipzig ·
FSV 63 Luckenwalde ·
ZFC Meuselwitz ·
VFC Plauen ·
FC Hertha 03 Zehlendorf ·
FSV Zwickau